# Agua Fría Campanario
Agua Fría Campanario är en ort i Mexiko.   Den ligger i kommunen San Miguel Mixtepec och delstaten Oaxaca, i den sydöstra delen av landet, 400 km sydost om huvudstaden Mexico City. Agua Fría Campanario ligger 1 861 meter över havet och antalet invånare är 536.
Terrängen runt Agua Fría Campanario är bergig, och sluttar österut. Runt Agua Fría Campanario är det ganska glesbefolkat, med 29 invånare per kvadratkilometer. Närmaste större samhälle är Zimatlán de Álvarez, 19,7 km nordost om Agua Fría Campanario. I omgivningarna runt Agua Fría Campanario växer i huvudsak blandskog.